# Władimir Potapow (hokeista)
Władimir Władimirowicz Potapow, ros. Владимир Владимирович Потапов, błr. Уладзімір Уладзіміравіч Патапаў – Uładzimir Uładzimirawicz Patapau (ur. 21 czerwca 1975 w Murmańsku) – rosyjski hokeista. Trener hokejowy. Posiada także obywatelstwo białoruskie.

## Kariera zawodnicza
- Kristałł Elektrostal (1994-1995)
- Dinamo Moskwa (1995-1996)
- HC Slezan Opava (1996)
- Dinamo Moskwa (1996)
- Saławat Jułajew Ufa (1997)
- Dinamo-Eniergija Jekaterynburg (1997-1998)
- Stoczniowiec Gdańsk (1998-1999)
- Chimik Woskriesiensk (1999)
- Dizel Penza (1999-2001)
- HK Homel (2001-2003)
- HK Kieramin Mińsk (2003-2004)
- HK Brześć (2004-2005)
- HK Homel (2005-2006)

Pochodził z Dalekiego Wschodu ZSRR. W drafcie NHL z 1993 został wybrany przez Winnipeg Jets. Do 2001 występował w klubach rosyjskich, a następnie na Białorusi w tamtejszej ekstralidze białoruskiej. Ponadto grał w polskiej lidze w sezonie 1998/1999 w barwach Stoczniowca Gdańsk.

## Kariera trenerska
- SDJuSzOR-5 Homel (2010-2011)
- Forward Petersburg (2011-2014)
- Dinamo SPB Petersburg (2011-2014)
- Ałtanty Mytiszczi (2016-2019), główny trener
- SKA-Wariagi (2019-2021), asystent trenera
- Toros Nieftiekamsk (2021-2022), główny trener
- Tołpar Ufa (2022-), główny trener

Po zakończeniu kariery zawodniczej rozpoczął pracę trenera. Wpierw był zatrudniony w Homlu, gdzie wcześniej grał. Następnie przeniósł się do Petersburga w Rosji, gdzie rozpoczął pracę jako trener i nauczyciel drużyn młodzieżowych. Otrzymał tytuł mistrza sportu. Od 2016 do 2019 trener juniorskiego zespołu Ałtanty Mytiszczi w lidze MHL. Od 2019 był trenerem napastników w sztabie zespołu SKA-Wariagi i pozostawał później w tej funkcji przy kolejnych głównych trenerach. W listopadzie 2021 został ogłoszony głównym trenerem Torosa Nieftiekamsk w WHL. W czerwcu 2022 mianowany szkoleniowcem Tołparu Ufa w MHL.

## Sukcesy
Klubowe
- Brązowy medal mistrzostw Rosji: 1996 z Dinamem Moskwa
- Złoty medal mistrzostw Białorusi: 2003 z HK Homel
- Puchar Białorusi: 2003 z HK Homel
- Drugie miejsce we Wschodnioeuropejskiej Lidze Hokejowej: 2003 z HK Homel